# Гомрул

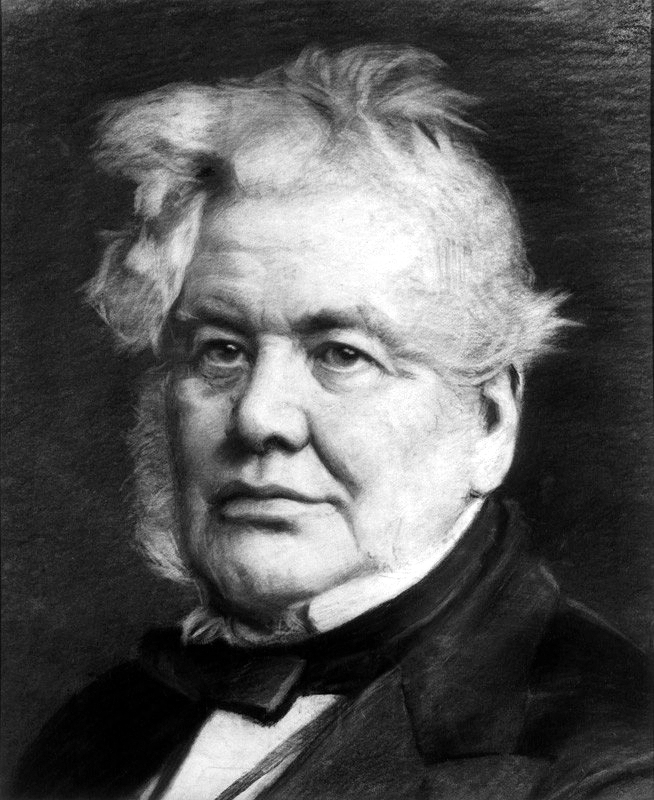
Ісаак Батт — один з очільників руху за гомрул

Гомру́л (англ. Home Rule — самоуправління, автономія) — термін, що вживають для означення автономії Ірландії, встановлення якої домагався від британської влади ірландський національний рух 1870—1918 років.

## Історія
Вперше програму автономії Ірландії висунув ірландський ліберал Айзек Батт 1869 р. Він також 1870 р. заснував Асоціацію самоуправління Ірландії, яка 1873 реорганізована в Лігу Гомрул.
У 1871 Батта було обрано до британського парламенту, а на виборах 1874 р. до парламенту пройшло 60 гомрелерів. Тоді ж в британській палаті громад була утворена опозиційна фракція, яка згодом широко застосовувала тактику парламентської обструкції.
У 1879 створено селянську Земельну лігу, яка у 1882 р. була перетворена в Ірландську національну лігу.
Гомрулери 1885 отримали в парламенті ще 83 місця (зі 103 від Ірландії). У 1886 р. був запропонований білль про гомрул для Ірландії, але він не був підтриманий у парламенті. Склалася ситуація, коли та чи інша британська партія могла б втриматись при владі, лише заграючи з ірландською фракцією.
На початку ХХ ст. була створена Об'єднана партія.
У 1912 р. знову виникла спроба прийняти білль про гомрул, але й цього разу він не був прийнятий. Своєрідною відповіддю на таку політику Великої Британії стало Великоднє повстання в Ірландії у 1916 р.
Після закінчення війни в Ірландії виникла нова революційна криза — партія Шинн Фейн відмовилася визнавати акт про гомрул і очолила боротьбу за Ірландську республіку. Як наслідок, британський уряд на чолі з Ллойд Джорджем був змушений видати «Акт про управління Ірландією» (грудень 1920), який був втілений в життя лише в Північній Ірландії.
Зрештою, 7 грудня 1921 р. британський уряд підписав з правими шинфейнерами договір про утворення на території 26 південних графств Ірландської вільної держави.